# 開心那
開 心那（ひらき ここな、2008年8月26日 - ）は、日本のスケートボーダー。

## 経歴・人物
北海道虻田郡倶知安町生まれ。苫小牧市に在住。
5歳で競技を始め、地元から札幌にある練習場に通う生活を送る。
2018年に出場した日本スケートボード選手権では4位、翌2019年の同大会では当時10歳で初優勝。同年のデュー・ツアー（アメリカ合衆国）では3位に入った。
2020年東京オリンピックの選考対象大会である2021年5月のデュー・ツアーで5位に入り、中村貴咲を抜いて世界ランキング日本勢3番手についたことで、日本代表入りした。12歳11ヶ月での夏季オリンピック出場は、日本人史上最年少とされる。
2021年8月4日、2020年東京オリンピックのスケートボード・女子パーク決勝にて59.04点を記録し、銀メダルを獲得した。12歳11ヶ月でのメダル獲得となり、これにより、同競技の女子ストリートで金メダルを獲得した西矢椛の13歳10ヶ月を更新し、日本選手史上最年少でのメダリストとなった。同年、フォーブス30アンダー30（日本版）の1人に選ばれる。
2024年8月6日、2024年パリオリンピックのスケートボード・女子パーク決勝にて92.63点を記録し、銀メダルを獲得した。

## 逸話
名前の由来は母がココナッツ好きだったことによる。なお開自身は「ココナッツは好きではない」と語っているそう。
成長期により一気に背が伸びて長身となったエピソードで知られてもいる。

## 戦績
- 2019年 X Games ミネアポリス 2位
- 2020年東京オリンピック銀メダル[6]
- 2022年 X Games 千葉 2位
- 2022年 X Games カリフォルニア 3位
- 2023年 世界選手権 2位
- 2023年 X Games 千葉 優勝
- 2024年パリオリンピック銀メダル[9]